# Tubulinea
A Tubulinea az Amoebozoa egy fő kládja, ide tartoznak ismert amőbák, például az Amoeba, az Arcella, a Difflugia és a Hartmannella.

## Történet
2005-ben hozták létre Smirnov et al. 2011-ben hozták létre Lahr és Katz a Poseidonida rendet, mely tengeri limaxszerű amőbákból áll, melyek állábai hengeresek vagy félhengeresek és egy tengely mentén mozog bennük a citoplazma, a Golgi-készülék a sejtmag betüremkedésében található.
Thomas Cavalier-Smith 2021-ben az Amoebozoa törzs Tevosa altörzse Lobosa altörzsága egyetlen osztályaként helyezte el.

## Morfológia
Állábai lobopódiumok, vagyis lebenyesek. A sejt vagy állábai csőszerűek, közel hengeresek és kör keresztmetszetűek. Lapított vagy elágazó állapotban mozgó állapotuk lapos, kiterjedt állapotból egy vagy több állábúvá válhat közel hengeres állábakkal. Állábaiba egy irányban folyik a sejtplazma. Nincs azonosított ostoros állapota. Két héjas csoportja van, ezek az Arcellinida és a Corycidia.
Az Arcellinida héja kemény vagy rideg és szerves vagy ásványi eredetű is lehet, mely állhat a sejt által kibocsátott, lapos kitinszerű vagy újra felhasznált részecskékből, és egy fő nyílása van; míg a Corycidáé rugalmas, bőrszerű, egy vagy több nyílással rendelkezik, ahol az állábak kinyúlnak, vagy több nyílással rendelkező spiculákból áll, és kemény. A héjat a belső oldali ásványi anyagok erősíthetik.
Nincs ostora, kinetoszómája és hozzájuk tartozó gyökérszerkezete. Mikrotubulusai aktívan mozgó hosszú párhuzamos fonalakból állnak, de a Hartmannella és Flabellula nemzetség rendelkezik váltakozó mikrotubulus-szerkezetű fajjal is.
Limaxszerű mozgó állapota van, de e szerkezet nem korlátozódik a Tubulineára.

## Életmód
Vannak parazita fajai, de számos faja, például az Amoeba proteus szabadon élő.

## Szaporodás
Két taxonban ismert szorokarpikus szaporodás például az Euamoebidán belül, sporokarpikusat viszont sehol nem írtak le.

## Genetika
Egy fajában, az Echinamoeba silvestrisben jelentős genomredukció ment végbe, ezé a szabadon élő Tubulinea-fajok közt a legkisebb genom, és sokkal kevesebb árva génje és ismétlődő géneleme van. Ezzel szemben a Polychaos dubium (korábban Amoeba dubia) egyes feltételezések szerint az összes élőlény közt a legnagyobb genommal rendelkezhet (mintegy 670 Gbp), de egy 2004-es tanulmány ezt vitatja, mivel a modern genomikai elemzések előtt jelent meg ez az eredmény.
Legalább 9 ivaros szaporodásra utaló génnel rendelkezik, azonban a kevés gén oka feltehetően adathiány, nem a meiózisgének tényleges alacsony száma.
GC-tartalma általában magasabb, mint a Discoseáé és az Evoseáé.

## Filogenetika
Legalább 2 ribocsoportja van, ezek az Echinamoebida és az Elardia.
Korábban a Discosea és Cutosea csoportokkal a Lobosa csoportba sorolták, tekintették az Evosea testvércsoportjának (Tevosa), ezzel szemben egy 2022-es tanulmány a Discoseával rokonítja az Evoseát (Divosa), és a Divosa testvércsoportjaként írja le a Tubulineát.

## Jelentőség
Számos héjas amőba tartozik ide, melyek paleontológiai jelentőségét héjuk megőrzése okozza, mivel a mikrofosszíliák kormeghatározásában és a korábbi ökológiai viszonyok összehasonlításában használhatók. Ezenkívül ide tartozik az ismert Amoeba nemzetségből az Amoeba proteus is.

## Fordítás
Ez a szócikk részben vagy egészben  a   Tubulinea című angol Wikipédia-szócikk ezen változatának fordításán alapul.  Az eredeti cikk szerkesztőit annak laptörténete sorolja fel. Ez a jelzés csupán a megfogalmazás eredetét és a szerzői jogokat jelzi, nem szolgál a cikkben szereplő információk forrásmegjelöléseként.